# Armata Centrală a Statelor Unite ale Americii
Armata Centrală a Statelor Unite ale Americii (United States Army Central), fosta Armata a 3-a a Statelor Unite ale Americii (Third United States Army), denumită în mod obișnuit Armata a 3-a și ARCENT, este o formațiune militară a Armatei Statelor Unite care a servit în Primul Război Mondial, Al Doilea Război Mondial, în Războiul din Golf din 1991 și în Coaliția de ocupare a Irakului. Este cel mai bine cunoscută pentru campaniile sale din al Doilea Război Mondial sub comanda generalului George S. Patton.

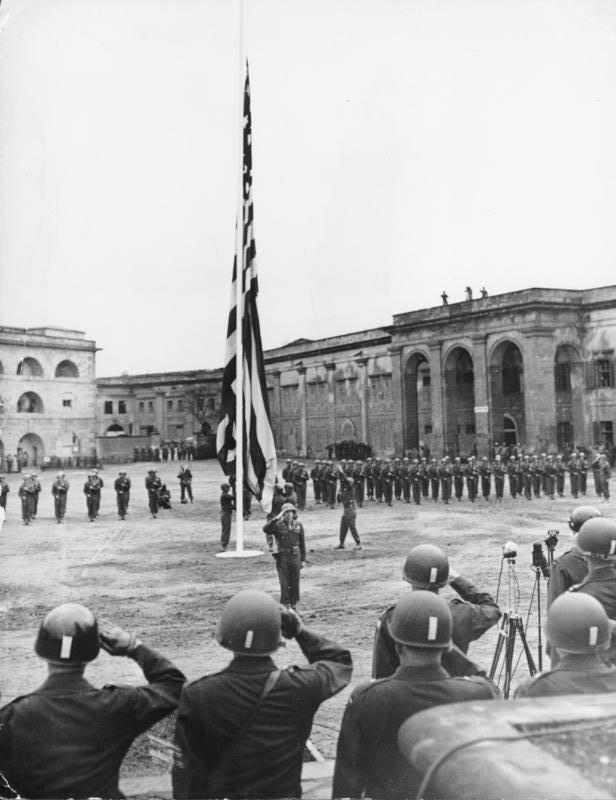

Armata a 3-a are sediul la Baza Forțelor Aeriene Shaw (Shaw Air Force Base) de lângă Sumter, Carolina de Sud, cu elemente înaintate la Camp Arifjan, Kuweit. Acesta servește ca eșalon pentru componenta armată a CENTCOM, Comandamentul Central al SUA, a cărui zonă de responsabilitate (AOR) include Asia de Sud-Vest, aproximativ 20 de țări ale lumii, în Africa, Asia și Golful Persic.